# 「你能獨自生活」這話是讚美嗎？／25歲永遠說
《「你能獨自生活」這話是讚美嗎？／25歲永遠說》（「ひとりで生きられそう」って それってねえ、褒めているの？/25歳永遠説）是日本女子偶像組合Juice=Juice的第12张单曲，於2019年6月5日由hachama發售。

## 概要
- 《「你能獨自生活」這話是讚美嗎？／25歲永遠說》是Juice=Juice第八張2A單曲。

- 此單曲有5個版本，分別有初回生產限定盤A、B、SP和通常盤A、B。「初回生產限定盤A」收錄了《你能獨自生活」這話是讚美嗎？》的Music Video；「初回生產限定盤B」收錄了《25歲永遠說》的Music Video；「初回生產限定盤SP」收錄了《你能獨自生活」這話是讚美嗎？》、《25歲永遠說》的Music Video。

## 收錄内容

### CD
| 曲序 | 曲目                                         |            | 作曲       | 编曲     | 时长 |
| ---- | -------------------------------------------- | ---------- | ---------- | -------- | ---- |
| 1.   | 「你能獨自生活」這話是讚美嗎？               | 山崎あおい | 山崎あおい | 鈴木俊介 | 3:32 |
| 2.   | 25歳永遠説                                   | 児玉雨子   | KOUGA      | KOUGA    | 4:18 |
| 3.   | 「你能獨自生活」這話是讚美嗎？(Instrumental) |            |            |          | 3:31 |
| 4.   | 25歳永遠説 (Instrumental)                    |            |            |          | 4:18 |

### DVD

#### 初回生產限定盤A
1. 「你能獨自生活」這話是讚美嗎？（Music Video）

#### 初回生產限定盤B
1. 25歲永遠說（Music Video）

#### 初回生產限定盤SP
1. 「你能獨自生活」這話是讚美嗎？（Music Video）
2. 25歲永遠說（Music Video）

## 外部連結
- Juice=Juice官方網站 （页面存档备份，存于）（日語）
- YouTube上的「你能獨自生活」這話是讚美嗎？
- YouTube上的25歲永遠說